# 3-Chlor-1,2-propandiol
Die Substanz 3-Chlor-1,2-propandiol, abgekürzt 3-MCPD (3-Monochlorpropandiol), ist eine chemische Verbindung aus der Gruppe der chlorierten Diole. 3-MCPD kann als ein Monochlorderivat des Glycerins aufgefasst werden.

## Stereoisomere
3-Chlor-1,2-propandiol ist chiral, es enthält ein Stereozentrum in der 2-Position. Damit gibt es zwei Stereoisomere: (R)-(–)-3-Chlor-1,2-propandiol und das dazu enantiomere (S)-(+)-3-Chlor-1,2-propandiol.
Wenn in diesem Text oder in der wissenschaftlichen Literatur „3-Chlor-1,2-propandiol“ oder „3-MCPD“ ohne weiteren Namenszusatz (Deskriptor) erwähnt wird, ist (RS)-3-Chlor-1,2-propandiol (Synonym: DL-3-Chlor-1,2-propandiol) gemeint, also das Racemat.
| Isomere von 3-Chlor-1,2-propandiol |                            |                            |
| Name                               | (S)-3-Chlor-1,2-propandiol | (R)-3-Chlor-1,2-propandiol |
| Andere Namen                       | (+)-3-Chlor-1,2-propandiol | (–)-3-Chlor-1,2-propandiol |
| Strukturformel                     |                            |                            |
| CAS-Nummer                         | 60827-45-4                 | 57090-45-6                 |
| CAS-Nummer                         | 96-24-2 (unspez.)          |                            |
| EG-Nummer                          | 612-041-7                  | 435-560-9                  |
| EG-Nummer                          | 202-492-4 (unspez.)        |                            |
| ECHA-Infocard                      | 100.132.020                | 100.103.374                |
| ECHA-Infocard                      | 100.002.267 (unspez.)      |                            |
| PubChem                            | 148904                     | 148793                     |
| PubChem                            | 7290 (unspez.)             |                            |
| Wikidata                           | Q27253620                  | Q27109076                  |
| Wikidata                           | Q223066 (unspez.)          |                            |

## Vorkommen und Gewinnung
Ähnlich wie Acrylamid und das schon lange bekannte Acrolein ist 3-Chlor-1,2-propandiol als  giftiger Stoff während des Herstellungsprozesses von fettreichen und salzhaltigen Lebensmitteln beim Erhitzen beobachtet worden. Es wurde bislang in Brot, Würzsaucen (Sojasauce),  geräucherten Fleischwaren, Fetten und Ölen sowie in Säuglingsmilchpulver analytisch nachgewiesen. 3-MCPD kann auch aus dem in Zwiebeln enthaltenen Alliin entstehen.
3-Chlor-1,2-propandiol kommt sowohl in freier als auch in veresterter Form – hier besonders bei Fetten und Ölen – mit Fettsäuren als 3-MCPD-Fettsäureester vor.
Es lässt sich zudem aus Glycerin und Chlorwasserstoff darstellen:
{\displaystyle \mathrm {C_{3}H_{8}O_{3}+HCl\longrightarrow C_{3}H_{7}O_{2}Cl+H_{2}O} }

## Entstehung
Der chemische Entstehungsprozess ist wahrscheinlich eine partielle oder vollständige Verseifung der Fette mit dem Chlorid-Ion (aus dem Salz) als Nukleophil.

## Analytik
Zur zuverlässigen qualitativen und quantitativen Bestimmung kann nach angemessener Probenvorbereitung die Gaschromatographie mit Massenspektrometrie-Kopplung eingesetzt werden.

## Giftigkeit beim Verzehr
Das Bundesinstitut für Risikobewertung (BfR) geht davon aus, dass die 3-MCPD-Fettsäureester bei der Verdauung in freies 3-Chlor-1,2-propandiol umgewandelt werden:
Die Europäische Behörde für Lebensmittelsicherheit (EFSA) hat diese Einschätzung bestätigt. Nach einer ersten toxikologischen Bewertung spricht das BfR zwar nicht von einer akuten Gefahr für Erwachsene, Säuglinge und Kleinkinder. Die duldbare tägliche Aufnahme von 2 µg pro kg Körpergewicht pro Tag kann jedoch um das 3- bis 20-fache überschritten sein. Die Verbraucherzeitschrift Öko-Test bemängelte bei einigen Muttermilchersatz-Produkten sogar eine bis zu 35-fache Überschreitung des vom BfR empfohlenen Grenzwertes. Das BfR sieht daher „Handlungsbedarf im Hinblick auf die Minimierung der Gehalte“.
Für freies 3-Chlor-1,2-propandiol konnte in vivo, also im Tierversuch, eine Carcinogenität nachgewiesen werden.
Der Wissenschaftliche Lebensmittelausschuss hält den täglichen Verzehr von 0,002 mg/kg 3-MCPD bzw. von 3-MCPD-Estern für unbedenklich.

## Lebensmittelrechtliche Regelung
In der EU werden die Höchstmengen an 3-MCPD und 3-MCPD-Fettsäureester in Lebensmitteln durch die Verordnung (EG) Nr. 1881/2006 geregelt. Die jeweiligen Höchstgrenzen hängen dabei vom Erzeugnis ab und orientieren sich auch daran, was durch gute Herstellungspraxis oder gute landwirtschaftliche Praxis erreichbar ist. In Hydrolysiertem Pflanzenprotein und Sojasoße liegt der Grenzwert für 3-MCPD bei 20 μg/kg. Den niedrigsten Grenzwert für 3-MCPD und 3-MCPD-Fettsäureester (ausgedrückt als 3-MCPD) gibt es mit 15 μg/kg in flüssiger Säuglingsanfangsnahrung, Folgenahrung und Lebensmittel für besondere medizinische Zwecke für Säuglinge und Kleinkinder sowie Kleinkindnahrung. Pflanzliche Öle und Fette, Fischöle und Öle anderer mariner Organismen dürfen je nach Herkunft und Anwendung bis zu 2500 μg/kg 3-MCPD und 3-MCPD-Fettsäureester (ausgedrückt als 3-MCPD) enthalten.

## Verwendung
3-Chlor-1,2-propandiol wird als Zwischenprodukt bei der Herstellung von Farbstoffen und Pharmazeutika verwendet.